# Корнинська волость
Корнинська волость — історична адміністративно-територіальна одиниця Сквирського повіту Київської губернії з центром у містечку Корнин.
Станом на 1886 рік складалася з 5 поселень, 5 сільських громад. Населення — 5505 осіб (2544 чоловічої статі та 2961 — жіночої), 628 дворових господарств.
|                     | Площа, десятин | У тому числі орної, дес. |
| ------------------- | -------------- | ------------------------ |
| Сільських громад    | 4769           | 3657                     |
| Приватної власності | 9870           | 4445                     |
| Іншої власності     | 203            | 155                      |
| Загалом             | 14842          | 8257                     |

Поселення волості:
- Корнин — колишнє власницьке містечко при річці Ірпінь за 47 верст від повітового міста, 947 осіб, 132 двори, православна церква, єврейський молитовний будинок, школа, 2 постоялих будинки. За 3 версти — бурякоцукровий завод з водяним млином.
- Білки — колишнє власницьке село, 938 осіб, 137 дворів, православна церква, школа, 2 постоялих будинки, 3 водяних млини.
- Криве — колишнє власницьке село при річці Унава, 1394 особи, 170 дворів, православна церква, школа, постоялий будинок, школа, 2 постоялих будинки, 2 водяних млини
- Мохначка — колишнє власницьке село при озері Олехова Рудка, 1232 особи, 142 двори, православна церква, школа, 2 постоялих будинки, водяний млин.

Старшинами волості були:
- 1909 року — Йосип Іванович Вець[2];
- 1910 року — Дим Семенович Шевчук[3];
- 1912 року — Петро Романович Римар[4];
- 1913—1915 роках — Йосип Качан'[5],[6].